# Кевін Маклауд
Кевін Мак-Лауд (англ. Kevin MacLeod; нар. 28 вересня 1972, Грин-Бей, Вісконсин, США) — американський композитор, музикант і музичний продюсер. Мак-Лауд створив понад 2000 безкоштовних бібліотечних музичних творів і зробив їх доступними за ліцензією Creative Commons, котра дозволяє будь-кому безкоштовно використовувати його музику, що призвело до використання музичних творів у тисячах фільмів.
Музика Кевіна Мак-Лауда також використовувалася в деяких комерційних відеоіграх, таких як Kerbal Space Program, а також у великій кількості відео та фільмів на популярному відеохостингу YouTube. Станом на 2017 рік його музика звучить в одному з прямих етерів Міжнародної космічної станції Earth From Space. Одна з композицій Мак-Лауда, «Monkeys Spinning Monkeys», є однією з найпопулярніших у соціальній мережі TikTok. З січня по червень 2021 року вона була використана для коротких відеороликів 31 612 975 915 разів.

## Біографія

### Раннє життя
Кевін Мак-Лауд народився 28 вересня 1972 року в місті Грин-Бей у США, округ Браун штат Вісконсин. Він вступив до коледжу, де здобув музичну освіту.

### Кар'єра

#### Розповсюдження музики
Мак-Лауд заявляє, що випускає свою музику за ліцензією Creative Commons, щоб максимально збільшити кількість людей, які можуть використовувати його музику. У розділі поширених запитань на своєму вебсайті він висловив зневагу до поточного стану авторського права.
Найпопулярнішою ліцензією MacLeod є CC BY. Його музику можна використовувати безкоштовно, але потрібно вказати авторство. Ліцензія без посилання на джерело також доступна для людей, які не бажають або не можуть надати авторство Мак-Лауда. Ліцензія коштує 30 доларів за одну пісню, 50 доларів за дві пісні та 20 доларів за пісню для трьох і більше пісень.
Кевін Мак-Лауд також створив сайт FreePD, який збирає нові публічні звукові записи різних виконавців. Замість того, щоб чекати закінчення терміну дії старих авторських прав, він сподівається надати якісну бібліотеку сучасних записів творів виконавців, які явно видають свою музику в суспільне надбання. Деяка власна музика Мак-Лауда також доступна на вебсайті. Він пояснює, що ці пісні «не є комерційно життєздатними в традиційному розумінні й лише додають безлад [на його основному вебсайті], який заважає людям знаходити ті твори, які вони можуть забажати».

## «Безкоштовні ліцензії: Музика Кевіна Мак-Лауда»
Творчість Мак-Лауда є темою документального фільму під назвою «Безкоштовні ліцензії: Музика Кевіна Мак-Лауда». У жовтні 2020 року фільм вийшов в обмежений прокат. Раян Камарда, режисер і продюсер фільму, провів кампанію зі збору коштів на сайті Kickstarter з метою зібрати 30 000 доларів США. До кінця кампанії 524 спонсори пообіцяли загалом 30 608 доларів США. Згідно зі сторінкою Kickstarter, ця сума була потрібна для транспортування, щоб провести особисті інтерв'ю з різними суб'єктами, які фігурують у фільмі. Документальний фільм отримав позитивні відгуки критиків.

## Нагороди
- 2015: Міжнародна почесна нагорода за вебвідео на церемонії нагородження German Web Video Awards 2015 Європейської академії вебвідео за його внесок у вплив на німецьку спільноту вебвідео[21][22].

## Дискографія

### Альбоми
- 2006: Dorney Rock
- 2006: Missing Hits 2
- 2012: Cuentos de Recuperación (with Sonia Echezuria)
- 2014: Horror Soundscapes
- 2014: Highland Strands
- 2014: Ghostpocalypse
- 2014: Calming
- 2014: Hard Electronic
- 2014: Madness and Paranoia
- 2014: PsychoKiller
- 2014: Supernatural Haunting
- 2014: The Ambient
- 2014: Cephalopod
- 2014: Dark World
- 2014: Disco Ultralounge
- 2014: Polka! Polka! Polka!
- 2014: Primal Drive
- 2014: Sadness
- 2014: The Descent
- 2014: Dark Continent
- 2014: Wonders
- 2014: Action Cuts
- 2014: Aspiring
- 2014: Light Electronic
- 2014: Medium Electronic
- 2014: Mystery
- 2014: Tenebrous Brothers Carnival
- 2014: Atlantean Twilight
- 2014: Healing
- 2014: Latinesque
- 2014: Take the Lead
- 2014: Thatched Villagers
- 2014: Happyrock
- 2014: Music to Delight
- 2014: Silent Film: Light Collection
- 2014: Vadodara
- 2014: Bitter Suite
- 2014: Comedy Scoring
- 2014: Reunited
- 2014: Funkorama
- 2014: Oddities
- 2014: Silent Film: Dark Collection
- 2015: Christmas!
- 2015: Darkness
- 2015: Exhilarate
- 2015: Film Noire
- 2015: Netherworld Shanty
- 2015: Romance
- 2015: Video Classica
- 2015: Virtutes Instrumenti
- 2015: Ossuary
- 2015: Pixelland
- 2016: Maccary Bay
- 2016: Mystic Force
- 2016: Anamalie
- 2016: Final Battle
- 2016: Carpe Diem
- 2016: Groovy
- 2016: Mesmerize
- 2016: Traveller
- 2017: Shadowlands
- 2017: Destruction Device
- 2017: Spirit
- 2017: Ferret
- 2017: Teh Jazzes
- 2017: Miami Nights
- 2018: Spring Chicken
- 2018. Sheep Reliability
- 2019: Meditation
- 2019: Epic
- 2019: The Complete Game Music Bundle
- 2019: Complete Collection (Creative Commons)
- 2020: SCP-XXX
- 2020: Relaxx
- 2021: Missing Hits
- 2021: The Waltzes
- 2021: Missing Hits C to E
- 2021: Missing Hits N to R
- 2021: Missing Hits Calmness
- 2021: Missing Hits F to J
- 2021: Missing Hits K to M
- 2021: Missing Hits A to B
- 2021: Missing Hits S to T
- 2021: Missing Hits U to Z

### Сингли
- 2011: The Cannery
- 2014: Tranquility 5
- 2014: Sneaky Snitch
- 2014: Fluffing a Duck
- 2014: Orrganic Meditation
- 2014: Touching Moments
- 2014: Impact
- 2015: Guts and Bourbon
- 2015: Somewhere Sunny
- 2015: Garden Music
- 2016: Vicious
- 2017: Ever Mindful
- 2018: Magic Scout: A Calm Experience
- 2018: Laserpack
- 2019: Dream Catcher
- 2019: Flying Kerfufle
- 2019: Le Grand Chase
- 2019: Crusade: Heavy Industry
- 2019: OnionCapers
- 2019: Envision
- 2019: Glitter Blast
- 2019: Leaving Home
- 2019: Magistar
- 2019: Midnight Tale
- 2019: River Flute
- 2019: Symmetry
- 2019: Sovereign
- 2019: Hustle Hard
- 2019: Almost Bliss
- 2019: Beauty Flow
- 2019: Half Mystery
- 2019: Past Sadness
- 2019: Raving Energy
- 2019: Rising Tide
- 2019: Tyrant
- 2019: Sincerely
- 2019: Celebration
- 2019: Deep and Dirty
- 2019: Fuzzball Parade
- 2019: Lotus
- 2019: Realizer
- 2019: Stay the Course
- 2019: Verano Sensual
- 2019: Wholesome
- 2019: Farting Around
- 2019: Aquarium
- 2019: Monkeys Spinning Monkeys
- 2019: A Kevin MacLeod Xmas
- 2019: Folk?
- 2019: Menagerie
- 2020: Worldish
- 2019: Scheming Weasel (Peukie Remix)
- 2020: What You Want
- 2020: Island Music
- 2020: On Hold for You
- 2020: Canons in D
- 2020: Project 80s
- 2021: World
- 2021: Now That's Now!
- 2021: Night in the Castle
- 2021: Adventures in Adventureland
- 2021: WOTSITS!!!!
- 2021: Space Jazz
- 2021: Ethereal Relaxation
- 2022: Journey to Ascend
- 2022: Boogie Party